# Serra de Santa Maria
La serra de Santa Maria és una alineació muntanyenca entre els termes de Xera (la Plana d'Utiel), Xestalgar (la Serrania), Xiva i Setaigües (la Foia de Bunyol). Es tracta d'una petita serra de l'àmbit del Sistema Ibèric, d'orientació nord-oest a sud-est, amb altures màximes superiors als 1.100 metres d'alçada com la de l'Alt de Santa Maria (1.127 m.) -sostre de la Foia de Bunyol- o el Burgal (1.118 m.).
A l'ombria es troba l'embassament de Buseo que reté les aigües del riu Reatillo, afluent del Túria i que forma part del Parc Natural de Xera-Sot de Xera. Pel sud la serra perd altura i passa a ser coneguda com la serra de Xiva o serra de los Ajos.
La serra de Santa Maria forma part del conjunt muntanyós format per les serres de las Cabrillas, Enmedio, de los Ajos, de los Bosques i del Tejo, frontera entre l'altiplà castellà d'Utiel-Requena (a l'oest) i la depressió central valenciana (a l'est).